# Ždírec (district de Plzeň-Sud)
Pour les articles homonymes, voir Ždírec.
Ždírec (en allemand : Schdiretz, précédemment : Zdiretz) est une commune du district de Plzeň-Sud, dans la région de Plzeň, en République tchèque. Sa population s'élevait à 470 habitants en 2022.

## Géographie
Ždírec se trouve à 5 km au sud-est de Blovice, à 26 km au sud-est de Plzeň et à 86 km à l'ouest-sud-ouest de Prague.
La commune est limitée par Blovice à l'ouest et au nord, par Louňová à l'est, et par Srby et Měcholupy au sud.

## Histoire
La première mention écrite de la localité date de 1326.

## Administration
La commune se compose de trois sections :
- Myť
- Smederov
- Žďár
- Ždírec

## Galerie

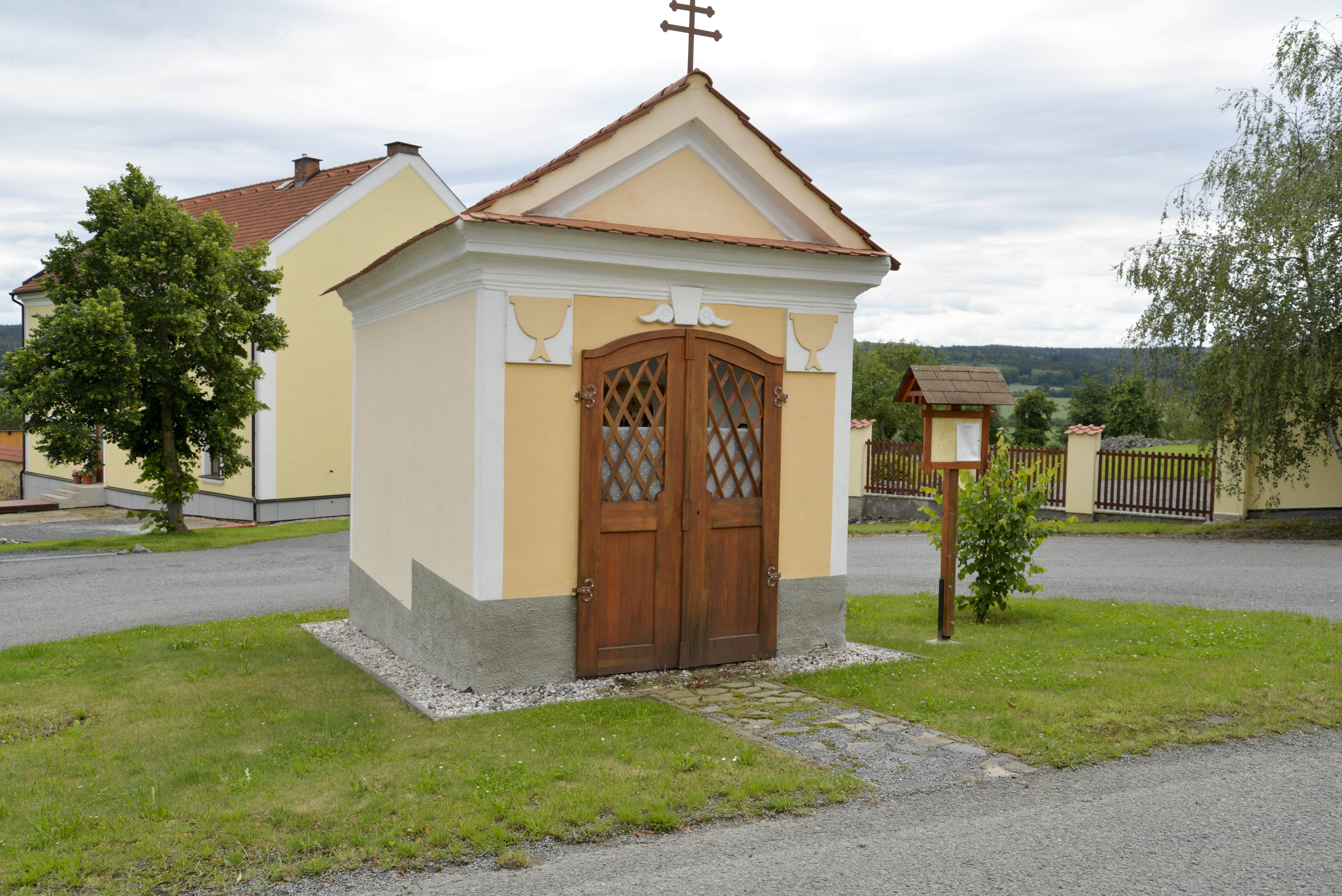
Chapelle à Smederov.
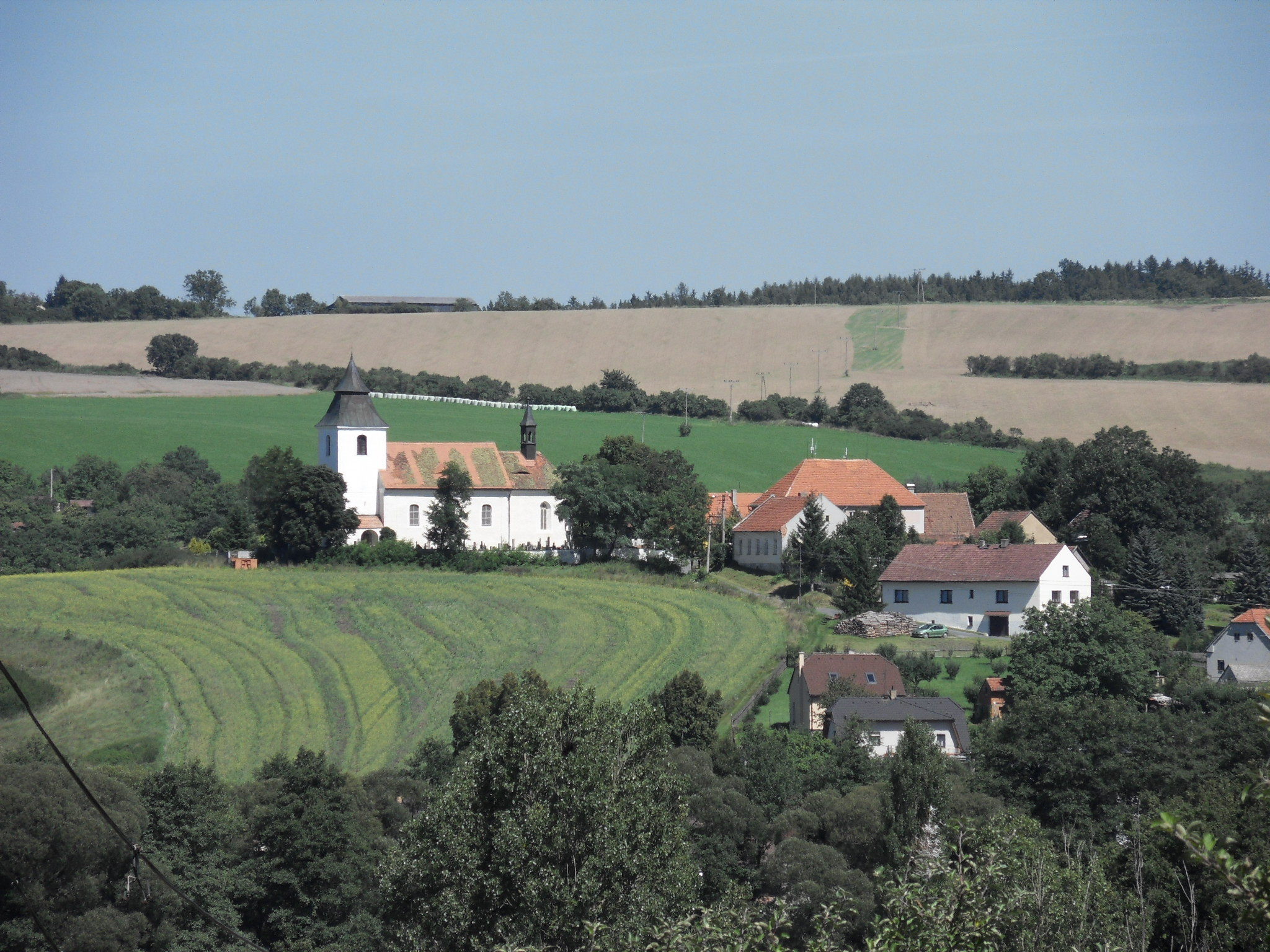
Žďár : église Saint-Venceslas.

## Transports
Par la route, Ždírec se trouve à 5 km de Blovice, à 30 km de Plzeň et à 104 km de Prague.